# T3 Center
Le T3 Center est une patinoire située à Umeå en Suède.

## Noms
De sa construction en 1963, jusqu'à sa rénovation en 2001, la patinoire se nommait Umeå ishall. Ensuite, son nom est devenu Umeå Arena. Entre décembre 2004 et octobre 2008, elle a été renommée SkyCom Arena à la suite d'un partenariat avec la société Bredband2 (sv). Enfin, depuis septembre 2013 et pour 5 années, son nom a une nouvelle fois été changé après un partenariat avec une autre société de télécoms suédoise, T3 (sv).

## Configuration
La capacité de l'aréna est de 5 400 places.

## Équipes résidentes
L'équipe de hockey sur glace d'IF Björklöven, qui évolue en Allvenskan, le deuxième échelon suédois, joue ses matches dans cette patinoire, de même que Tegs SK (en), équipe qui évolue quant à elle dans le Hockeyettan, 3e échelon suédois.